# 強結合近似
固体物理学において、強結合近似（きょうけつごうきんじ、英: tight-binding〔TB〕approximation）は電子バンド計算の際に用いられる近似の一つで、系の波動関数を各原子の場所に位置する孤立原子に対する波動関数の重ね合わせにより近似する手法である。この手法は量子化学で用いられるLCAO法と密接な関係がある。さまざまな固体に対して用いることができ、多くの場合で定量的に良い結果を得ることができる。そうでない場合は他の手法と組み合せることもできる。強結合近似は一電子近似であるが、表面準位計算や様々な多体問題、準粒子の計算などの進んだ計算の叩き台として用いられる。強束縛近似、タイトバインディング近似とも。

## 概要
「強結合」という名前は、この電子バンド構造モデルが固体に強く結合した電子の量子力学的物性を記述することから来ている。このモデルにおける電子は、その属する原子に強く束縛されており、隣接する原子の状態やそれの作るポテンシャルや相互作用は限定されたものとなる。結果として、電子の波動関数はその属する原子が遊離状態にある時の原子軌道に似たものとなり、エネルギーも遊離原子およびイオンにおけるイオン化エネルギーに近くなる。
強結合近似の下の一粒子ハミルトニアンの数学的形式を初めて見るときは複雑に見えるかもしれないが、このモデルはまったく複雑ではなく、直感的理解が極めて容易である。この理論で重要な役割を果たすのは三種類の行列要素だけである。このうち二種類はゼロに近いことが多く、しばしば無視される。最も重要なのは原子間行列要素であり、化学の分野では単に結合エネルギーと呼ばれる。
一般に、このモデルではいくつかの原子エネルギー準位と原子軌道が用いられる。ここで、各軌道は異なる点群の表現に属することがあり、その場合はバンド構造が複雑になりがちである。逆格子およびブリュアンゾーンはしばしば格子の空間群とは異る空間群の表現に属することになる。ブリュアンゾーンの高対称点は異った点群表現に属する。単純な化合物を対象とする場合、高対称点の固有状態を解析的に計算するのは難しくない。そのため、強結合モデルは群論について学ぶ際の好例として挙げられることがある。
強結合モデルはその長い歴史上、様々な方法で様々な目的に用いられており、それぞれ異った結果をもたらしている。このモデルは自己完結的ではなく、部分的にほとんど自由な電子モデルなどの他のモデルや別の方法による計算の結果を組込む必要がある。このモデル全体、もしくは一部分が他の計算の基として用いられることがある。たとえば、導電性高分子や有機半導体、分子エレクトロニクスの分野においては、もともとの強結合モデルでは原子軌道を用いるところに共役系の分子軌道を用い、原子間行列成分を分子内・分子間ホッピング・トンネリングパラメータにおきかえたものが用いられている。これらの導電体のほぼ全ては非常に非等方性が強く、完全に一次元的であると見做せることもある。

## 歴史的背景
1928年までに、フントの成果に影響されたマリケンは、分子軌道というアイデアを得ていた。B. N. FinklesteinとG. E. Horowitzにより分子軌道を近似する手法としてLCAO法が考案され、同時かつ独立に、固体に対するLCAO法がブロッホにより開発され、彼の1928年の博士論文として発表された。特に遷移金属のdバンドを近似するために、さらに単純なパラメトライズされたタイトバインディングモデルが1954年にスレイターとコスターにより提案された。これはSKタイトボンディングモデルと呼ばれることもある。このモデルでは、固体の電子バンド構造計算をもともとのブロッホの定理ほど厳密に行わず、ブリュアンゾーンの高対称点の計算のみを行って残りの点でのバンド構造は高対称点間の補間により求める。
この手法では、別の原子サイトとの相互作用は摂動として扱われる。とり入れるべき相互作用として、数種類のものがある。結晶のハミルトニアンを各原子のハミルトニアンの和として表わすのはあくまで近似であり、また隣接する原子同士の波動関数は重なりを持つことから、真の波動関数を精度よく表現できるわけではない。 詳細な数学的形式については後述する。
3d遷移金属電子のように極めて局在化している電子は強相関と呼ばれる振舞いを示すことがあり、強相関電子系についての最近の研究には基礎的な近似として強結合近似が用いられる。この場合、電子電子相互作用のふるまいは多体系の物理学を用いて記述する必要がある。
強結合近似モデルは静的な電子バンド構造計算およびバンドギャップ計算に用いられることが多いが、乱雑位相近似 (RPA) モデルなどの手法と組み合わせることにより系の動的応答の研究にも用いられることがある。

## 数学的形式
原子軌道 {\displaystyle \varphi _{m}({\boldsymbol {r}})} を単一孤立原子のハミルトニアン Hat の固有関数とする。原子が結晶中にある場合、原子の波動関数は隣接する原子サイトと重なりをもち、したがって原子軌道は結晶ハミルトニアンの真の固有関数にはならない。この近似を「強結合近似」と呼ぶのは、原子サイト間の相互作用は電子が原子により強く結合しているほど弱くなり、この近似が有効となるためである。結晶ハミルトニアン H を得るために必要な原子ポテンシャルへからのずれは全て ΔU で表わされ、かつ微小量と仮定する。
{\displaystyle H({\boldsymbol {r}})=\sum _{{\boldsymbol {R}}_{n}}H_{\mathrm {at} }({\boldsymbol {r}}-{\boldsymbol {R}}_{n})+\Delta U({\boldsymbol {r}})}
非時間依存一電子シュレーディンガー方程式の解 {\displaystyle \psi _{r}} は、原子軌道 {\displaystyle \varphi _{m}({\boldsymbol {r}}-{\boldsymbol {R}}_{n})} の線形結合により以下のように近似される。
{\displaystyle \psi ({\boldsymbol {r}})=\sum _{m,{\boldsymbol {R_{n}}}}b_{m}({\boldsymbol {R}}_{n})\ \varphi _{m}({\boldsymbol {r}}-{\boldsymbol {R}}_{n})}
ここで m は原子エネルギー準位の添字であり、 Rn は結晶格子上の原子サイトを表わす。

### 並進対称性と規格化
ブロッホの定理により、並進によって結晶の波動関数は位相因子分しか変わらない。
{\displaystyle \psi ({\boldsymbol {r}}+{\boldsymbol {R}}_{\ell })=e^{i{\boldsymbol {k}}\cdot {\boldsymbol {R}}_{\ell }}\psi ({\boldsymbol {r}})}
ここで k は波動関数の波数ベクトルである。したがって、上の線形結合の係数は以下の式を満たす。
{\displaystyle \sum _{m,{\boldsymbol {R}}_{n}}b_{m}({\boldsymbol {R_{n}}})~\varphi _{m}({\boldsymbol {r}}-{\boldsymbol {R}}_{n}+{\boldsymbol {R}}_{\ell })=e^{i{\boldsymbol {k}}\cdot {\boldsymbol {R}}_{\ell }}\sum _{m,{\boldsymbol {R}}_{n}}b_{m}({\boldsymbol {R_{n}}})~\varphi _{m}({\boldsymbol {r}}-{\boldsymbol {R}}_{n})}
{\displaystyle {\boldsymbol {R}}_{p}={\boldsymbol {R}}_{n}-{\boldsymbol {R}}_{\ell }} のように置き換えると、
{\displaystyle b_{m}({\boldsymbol {R}}_{p}+{\boldsymbol {R}}_{\ell })=e^{i{\boldsymbol {k}}\cdot {\boldsymbol {R}}_{\ell }}b_{m}({\boldsymbol {R}}_{p})} （ここで右辺はダミー添字 {\displaystyle {\boldsymbol {R}}_{n}} を {\displaystyle {\boldsymbol {R}}_{p}} で置き換えてある）

または
{\displaystyle b_{m}({\boldsymbol {R}}_{p})=e^{i{\boldsymbol {k}}\cdot {\boldsymbol {R}}_{p}}b_{m}({\boldsymbol {0}})}
波動関数を規格化する。波動関数のノルムは、
{\displaystyle {\begin{aligned}\int d^{3}r~\psi ^{*}({\boldsymbol {r}})\psi ({\boldsymbol {r}})&=\sum _{{\boldsymbol {R}}_{n}}b^{*}({\boldsymbol {R}}_{n})\sum _{{\boldsymbol {R}}_{\ell }}b({\boldsymbol {R}}_{\ell })\int d^{3}r~\varphi ^{*}({\boldsymbol {r}}-{\boldsymbol {R}}_{n})\varphi ({\boldsymbol {r}}-{\boldsymbol {R}}_{\ell })\\&=b^{*}(0)b(0)\sum _{{\boldsymbol {R}}_{n}}e^{-i{\boldsymbol {k}}\cdot {\boldsymbol {R}}_{n}}\sum _{{\boldsymbol {R}}_{\ell }}e^{i{\boldsymbol {k}}\cdot {\boldsymbol {R}}_{\ell }}\int d^{3}r~\varphi ^{*}({\boldsymbol {r}}-{\boldsymbol {R}}_{n})\varphi ({\boldsymbol {r}}-{\boldsymbol {R}}_{\ell })\\&=Nb^{*}(0)b(0)\sum _{{\boldsymbol {R}}_{p}}e^{-i{\boldsymbol {k}}\cdot {\boldsymbol {R}}_{p}}\int d^{3}r~\varphi ^{*}({\boldsymbol {r}}-{\boldsymbol {R}}_{p})\varphi ({\boldsymbol {r}})\\&=Nb^{*}(0)b(0)\sum _{{\boldsymbol {R}}_{p}}e^{i{\boldsymbol {k}}\cdot {\boldsymbol {R}}_{p}}\int d^{3}r~\varphi ^{*}({\boldsymbol {r}})\varphi ({\boldsymbol {r}}-{\boldsymbol {R}}_{p})\end{aligned}}}
よって規格化条件より b(0) は次のように定まる。
{\displaystyle b^{*}(0)b(0)={\frac {1}{N}}{\frac {1}{1+\sum _{{\boldsymbol {R}}_{p}\neq {\boldsymbol {0}}}e^{i{\boldsymbol {k}}\cdot {\boldsymbol {R}}_{p}}\alpha ({\boldsymbol {R}}_{p})}}}
α (Rp ) は原子重なり積分で、しばしば無視されて次のように近似される。
{\displaystyle b_{n}(0)\approx {\frac {1}{\sqrt {N}}}}
すると波動関数は以下のようになる。
{\displaystyle \psi ({\boldsymbol {r}})\approx {\frac {1}{\sqrt {N}}}\sum _{m,{\boldsymbol {R}}_{n}}e^{i{\boldsymbol {k}}\cdot {\boldsymbol {R}}_{n}}\varphi _{m}({\boldsymbol {r}}-{\boldsymbol {R}}_{n})}

### 強結合ハミルトニアン
波動関数に強結合近似を適用するとき、m番目のエネルギーバンドにはm番目の原子エネルギー準位のみが重要となり、ブロッホエネルギー {\displaystyle \varepsilon _{m}} は次のような表式となる。
{\displaystyle {\begin{aligned}\varepsilon _{m}&=\int d^{3}r~\psi ^{*}({\boldsymbol {r}})H({\boldsymbol {r}})\psi ({\boldsymbol {r}})\\&=\sum _{{\boldsymbol {R}}_{n}}b^{*}({\boldsymbol {R}}_{n})\int d^{3}r~\varphi ^{*}({\boldsymbol {r}}-{\boldsymbol {R}}_{n})H({\boldsymbol {r}})\psi ({\boldsymbol {r}})\\&=\sum _{{\boldsymbol {R}}_{\ell }}\sum _{{\boldsymbol {R}}_{n}}b^{*}({\boldsymbol {R}}_{n})\int d^{3}r~\varphi ^{*}({\boldsymbol {r}}-{\boldsymbol {R}}_{n})H_{\mathrm {at} }({\boldsymbol {r}}-{\boldsymbol {R}}_{\ell })\psi ({\boldsymbol {r}})+\sum _{{\boldsymbol {R}}_{n}}b^{*}({\boldsymbol {R}}_{n})\int d^{3}r~\varphi ^{*}({\boldsymbol {r}}-{\boldsymbol {R}}_{n})\Delta U({\boldsymbol {r}})\psi ({\boldsymbol {r}})\\&\approx E_{m}+b^{*}(0)\sum _{{\boldsymbol {R}}_{n}}e^{-i{\boldsymbol {k}}\cdot {\boldsymbol {R}}_{n}}\int d^{3}r~\varphi ^{*}({\boldsymbol {r}}-{\boldsymbol {R}}_{n})\Delta U({\boldsymbol {r}})\psi ({\boldsymbol {r}})\end{aligned}}}
さらに、他のサイト上の原子ハミルトニアンを含む項は無視する。するとこのエネルギーは以下のようになる。
{\displaystyle {\begin{aligned}\varepsilon _{m}({\boldsymbol {k}})&=E_{m}-N|b(0)|^{2}\left(\beta _{m}+\sum _{{\boldsymbol {R}}_{n}\neq 0}\sum _{l}\gamma _{m,l}({\boldsymbol {R}}_{n})e^{i{\boldsymbol {k}}\cdot {\boldsymbol {R}}_{n}}\right)\\&=E_{m}-{\frac {\beta _{m}+\sum _{{\boldsymbol {R}}_{n}\neq 0}\sum _{l}e^{i{\boldsymbol {k}}\cdot {\boldsymbol {R}}_{n}}\gamma _{m,l}({\boldsymbol {R}}_{n})}{1+\sum _{{\boldsymbol {R}}_{n}\neq 0}\sum _{l}e^{i{\boldsymbol {k}}\cdot {\boldsymbol {R}}_{n}}\alpha _{m,l}({\boldsymbol {R}}_{n})}}\end{aligned}}}
ここで、 Em は m 番目の原子準位であり、 αm,l, βm, γm,l は強結合行列要素と呼ばれる。

### 強結合行列要素
行列要素
{\displaystyle \beta _{m}=-\int d^{3}r~\varphi _{m}^{*}({\boldsymbol {r}})\Delta U({\boldsymbol {r}})\varphi _{m}({\boldsymbol {r}})}
は隣接する原子のポテンシャルによる原子準位のシフトに由来する。この項はほとんどの場合比較的小さく、もしこれが大きいときは隣接する原子が原子準位に大きな影響を与えることを意味する。
次に、行列要素
{\displaystyle \gamma _{m,l}({\boldsymbol {R_{n}}})=-\int d^{3}r~\varphi _{m}^{*}({\boldsymbol {r}})\Delta U({\boldsymbol {r}})\varphi _{l}({\boldsymbol {r}}-{\boldsymbol {R}}_{n})}
は隣接する原子上の原子軌道 m と l の間の原子間行列要素と呼ばれる。結合エネルギー、または二中心積分とも呼ばれ、強結合模型上で最も重要な行列要素である。
最後に、行列要素
{\displaystyle \alpha _{m,l}({\boldsymbol {R_{n}}})=\int d^{3}r~\varphi _{m}^{*}({\boldsymbol {r}})\varphi _{l}({\boldsymbol {r}}-{\boldsymbol {R}}_{n})}
は隣接する原子上の原子軌道 m と l の間の重なり積分である。

## 行列要素の計算
上述のとおり、隣接原子の作るポテンシャルの中心原子への影響は限られているので、行列要素 βm はイオン化エネルギーに比してあまり大きくない。もし、 βm があまり小さくないならば、それは隣接原子の作るポテンシャルの中心原子への影響が小さくないことを意味する。そのような場合、何らかの理由でその系の電子構造には強結合模型があまりよくあてはまらないということである。例えば、原子間距離が近すぎたり、格子上の原子もしくはイオンの電荷が異ったりする場合が挙げられる。
原子間行列要素 γm,l は、原子軌道が詳しく分かっているならば直接計算することができる。しかし、ほとんどの場合でこれは不可能である。この行列要素をパラメトライズする方法は数多く存在する。化学結合エネルギーのデータからパラメトライズする方法などが挙げられる。ブリュアンゾーン内の対称性の高い点におけるエネルギーと固有状態を計算し、別途調べたバンド構造と整合するように行列要素の積分内に表われる値を決めることができる。
原子間重なり行列要素 αm,l は小さいか、無視できる。この要素が大きいことはやはり強結合近似がうまくあてはまらないことを意味する。大きな重なりはたとえば原子間距離が小さすぎるときなどに見られる。典型金属や遷移金属のブロードなsバンドやspバンドは、第二近傍原子の影響を含めた行列要素および重なり積分を導入することでよりよく現実のバンドを再現することができるが、金属の波動関数を表わすための模型としてはあまり有用だとはいえない。凝集系におけるブロードなバンドはほとんど自由な電子模型のほうがより良く説明できる。
強結合模型はバンド幅が小さく、電子が強く局在しているdバンドやfバンドの場合に特によい近似となる。また、ダイヤモンドやシリコンなどの隣接する原子の少ない結晶構造の場合にもよくあてはまる。この模型とほとんど自由な電子モデルを組み合わせることは簡単にでき、NFE-TBハイブリッド模型と呼ばれる。

## ワニエ関数との関連
ブロッホ関数は周期的結晶格子における電子状態を説明する。ブロッホ関数は次のフーリエ級数により表現される。
{\displaystyle \psi _{m}({\boldsymbol {k}},{\boldsymbol {r}})={\frac {1}{\sqrt {N}}}\sum _{n}a_{m}({\boldsymbol {R}}_{n},{\boldsymbol {r}})e^{i{\boldsymbol {k}}\cdot {\boldsymbol {R}}_{n}}}
ここで、 Rn は周期的結晶格子における原子サイト、 k はブロッホ波の波数ベクトル、 r は電子の位置座標、 m はバンド添字、そして N 個の原子サイトの総和を取るものとする。ブロッホ波は周期的結晶ポテンシャル中の電子についての、エネルギー固有値 Em(k) に対応する厳密解であり、結晶全体に広がっている。
フーリエ変換を用いて、複数のブロッホ関数から m 番目のエネルギーバンドに対応する空間的に局在した波動関数を構築することができる。
{\displaystyle a_{m}({\boldsymbol {R}}_{n},{\boldsymbol {r}})={\frac {1}{\sqrt {N}}}\sum _{\boldsymbol {k}}{e^{i{\boldsymbol {k}}\cdot {\boldsymbol {R}}_{n}}\psi _{m}({\boldsymbol {k}},{\boldsymbol {r}})}={\frac {1}{\sqrt {N}}}\sum _{\boldsymbol {k}}e^{i{\boldsymbol {k}}\cdot {\boldsymbol {R}}_{n}}}
この実空間上の関数 {\displaystyle {a_{m}({\boldsymbol {R}}_{n},{\boldsymbol {r}})}} はワニエ関数と呼ばれ、原子サイト Rn に強く局在している。もちろん、厳密なワニエ関数が求まれば逆フーリエ変換によりブロッホ関数も求まる。
しかし、ブロッホ関数もワニエ関数も、直接に計算するのは簡単ではない。固体の電子構造を計算するためには、何らかの近似を導入する必要がある。ここで、孤立原子極限を考えれば、ワニエ関数は原子軌道に一致するはずである。この極限からワニエ関数の近似として原子軌道が有効であろうことが示唆され、この近似を強結合近似と呼ぶ。

## 第二量子化
t-J模型やハバード模型のような新しい電子構造理論は、強結合近似を基礎としている。強結合近似を理解するために、第二量子化表示を用いることができる。
原子軌道を基底状態として用いると、強結合模型における第二量子化されたハミルトニアンは以下のように書ける。
{\displaystyle H=-t\sum _{\langle i,j\rangle ,\sigma }\left(c_{i,\sigma }^{\dagger }c_{j,\sigma }+c_{i,\sigma }c_{j,\sigma }^{\dagger }\right)}
{\displaystyle c_{i\sigma }^{\dagger },c_{j\sigma }} - 生成消滅演算子
{\displaystyle \displaystyle \sigma } - スピン偏極
{\displaystyle \displaystyle t} - ホッピング積分
{\displaystyle \displaystyle \langle i,j\rangle } - 最近傍添字

ここで、ホッピング積分 t は強結合模型における移動積分 γ に相当する。{\displaystyle t\rightarrow 0} の極限は電子が隣のサイトに移れないことに相当する。この極限は孤立原子系と一致する。ホッピング項が存在する ({\displaystyle \displaystyle t>0}) とき、電子はどちらのサイトにも存在でき、運動エネルギーが下がる。
強相関電子系では、電子電子相互作用を考慮する必要がある。この項は次のように書ける。 
{\displaystyle H_{\mathrm {ee} }={\frac {1}{2}}\sum _{n,m,\sigma }\left\langle n_{1}m_{1},n_{2}m_{2}\left|{\frac {e^{2}}{|{\boldsymbol {r}}_{1}-{\boldsymbol {r}}_{2}|}}\right|n_{3}m_{3},n_{4}m_{4}\right\rangle c_{n_{1}m_{1}\sigma _{1}}^{\dagger }c_{n_{2}m_{2}\sigma _{2}}^{\dagger }c_{n_{4}m_{4}\sigma _{2}}c_{n_{3}m_{3}\sigma _{1}}}
このハミルトニアンの相互作用項は直接クーロン相互作用および交換相互作用を含む。この項により金属絶縁体転移 (MIT) や高温超伝導、量子相転移などの新しい物理が生まれる。

## 例: 一次元sバンド
以下に、強結合模型をs軌道を一つだけ持つ原子が間隔 a で直線状に並び、σ結合したsバンド模型に適用した例を示す。
ハミルトニアンの近似固有状態を探すため、次のような原子軌道の線形結合を用いる。
{\displaystyle |k\rangle ={\frac {1}{\sqrt {N}}}\sum _{n=1}^{N}e^{inka}|n\rangle }
ここで N はサイトの総数、 k は {\displaystyle -\pi /a\leq k\leq \pi /a} を満たす実数とする（原子軌道の重なりを無視すれば、この波動関数は規格化定数 1/√N により規格化される）。 最近接原子軌道のみが重なりを持つものとすると、ハミルトニアンの非零要素は以下のようになる。
{\displaystyle \langle n|H|n\rangle =E_{0}=E_{i}-U}
{\displaystyle \langle n\pm 1|H|n\rangle =-\Delta }
{\displaystyle \langle n|n\rangle =1,\langle n\pm 1|n\rangle =S}  
エネルギー Ei は原子軌道に対応するイオン化エネルギーであり、 U は隣接する原子の作るポテンシャルによる軌道エネルギーシフトである。{\displaystyle \langle n\pm 1|H|n\rangle =-\Delta } という要素はスレーター・コスター原子間行列要素と呼ばれ、結合エネルギー Ei,j と一致する。この一次元sバンド模型ではs軌道同士の{\displaystyle \sigma }結合しか存在せず、その結合エネルギーを Es,s = Vssσ とする。隣接原子間の重なり積分は S とする。ここで、状態 {\displaystyle |k\rangle } のエネルギーを計算すると次のようになる。
{\displaystyle {\begin{aligned}H|k\rangle &={\frac {1}{\sqrt {N}}}\sum _{n}e^{inka}H|n\rangle \\\langle k|H|k\rangle &={\frac {1}{N}}\sum _{m,n}e^{i(n-m)ka}\langle m|H|n\rangle \\&={\frac {1}{N}}\sum _{n}\langle n|H|n\rangle +{\frac {1}{N}}\sum _{n}\langle n-1|H|n\rangle e^{+ika}+{\frac {1}{N}}\sum _{n}\langle n+1|H|n\rangle e^{-ika}\\&=E_{0}-2\Delta \cos ka\end{aligned}}}
したがってこの状態 {\displaystyle |k\rangle } のエネルギーは次のようなよく知られたエネルギー分散を持つ。
{\displaystyle E(k)={\frac {E_{0}-2\Delta \cos ka}{1+2S\cos ka}}}
- {\displaystyle k=0} のときのエネルギーは  {\displaystyle E=(E_{0}-2\Delta )/(1+2S)} となり、波動関数は全ての原子軌道の和となる。この状態は結合性軌道の連なりと見ることができる。
- {\displaystyle k=\pi /2a} のときのエネルギーは  {\displaystyle E=E_{0}} となり、波動関数は位相因子 {\displaystyle e^{i\pi /2}} のついた原子軌道の和となる。この状態は非結合性軌道の連なりと見ることができる。
- {\displaystyle k=\pi /a} のときのエネルギーは {\displaystyle E=(E_{0}+2\Delta )/(1-2S)} となり、波動関数は原子軌道を交互に足し引きしたものとなる。この状態は反結合性軌道の連なりと見ることができる。

この例はすぐに三次元に拡張することができる。例えば、体心立方格子ならば単純に a の部分を最近接サイトの位置ベクトルに置き換えればよい。同様に、各サイトに原子軌道を複数導入すれば複数のバンドを扱うことができる。

## 原子間行列要素一覧
1954年、 スレーターとコスターは主に遷移金属のdバンドについて原子間行列要素の一覧を発表した。
{\displaystyle E_{i,j}({\boldsymbol {r}}_{n,n'})=\langle n,i|H|n',j\rangle }
これは忍耐力と努力があれば cubic harmonic 軌道から愚直に計算できる。この一覧は二つの隣接する原子上のcubic harmonic 軌道 i, j の間のLCAO二中心結合積分を表わしている。結合積分は例えばσ結合、π結合、δ結合に対してそれぞれ Vssσ,Vppπ,Vddδ のように表記する。
原子間ベクトルは次のように表わされる。
{\displaystyle {\boldsymbol {r}}_{n,n'}=(r_{x},r_{y},r_{z})=d(l,m,n)}
ここで、 d は原子間の距離、l, m, n は隣接原子への方向余弦である。
{\displaystyle E_{s,s}=V_{ss\sigma }}
{\displaystyle E_{s,x}=lV_{sp\sigma }}
{\displaystyle E_{x,x}=l^{2}V_{pp\sigma }+(1-l^{2})V_{pp\pi }}
{\displaystyle E_{x,y}=lmV_{pp\sigma }-lmV_{pp\pi }}
{\displaystyle E_{x,z}=lnV_{pp\sigma }-lnV_{pp\pi }}
{\displaystyle E_{s,xy}={\sqrt {3}}lmV_{sd\sigma }}
{\displaystyle E_{s,x^{2}-y^{2}}={\frac {\sqrt {3}}{2}}(l^{2}-m^{2})V_{sd\sigma }}
{\displaystyle E_{s,3z^{2}-r^{2}}=[n^{2}-(l^{2}+m^{2})/2]V_{sd\sigma }}
{\displaystyle E_{x,xy}={\sqrt {3}}l^{2}mV_{pd\sigma }+m(1-2l^{2})V_{pd\pi }}
{\displaystyle E_{x,yz}={\sqrt {3}}lmnV_{pd\sigma }-2lmnV_{pd\pi }}
{\displaystyle E_{x,zx}={\sqrt {3}}l^{2}nV_{pd\sigma }+n(1-2l^{2})V_{pd\pi }}
{\displaystyle E_{x,x^{2}-y^{2}}={\frac {\sqrt {3}}{2}}l(l^{2}-m^{2})V_{pd\sigma }+l(1-l^{2}+m^{2})V_{pd\pi }}
{\displaystyle E_{y,x^{2}-y^{2}}={\frac {\sqrt {3}}{2}}m(l^{2}-m^{2})V_{pd\sigma }-m(1+l^{2}-m^{2})V_{pd\pi }}
{\displaystyle E_{z,x^{2}-y^{2}}={\frac {\sqrt {3}}{2}}n(l^{2}-m^{2})V_{pd\sigma }-n(l^{2}-m^{2})V_{pd\pi }}
{\displaystyle E_{x,3z^{2}-r^{2}}=l[n^{2}-(l^{2}+m^{2})/2]V_{pd\sigma }-{\sqrt {3}}ln^{2}V_{pd\pi }}
{\displaystyle E_{y,3z^{2}-r^{2}}=m[n^{2}-(l^{2}+m^{2})/2]V_{pd\sigma }-{\sqrt {3}}mn^{2}V_{pd\pi }}
{\displaystyle E_{z,3z^{2}-r^{2}}=n[n^{2}-(l^{2}+m^{2})/2]V_{pd\sigma }+{\sqrt {3}}n(l^{2}+m^{2})V_{pd\pi }}
{\displaystyle E_{xy,xy}=3l^{2}m^{2}V_{dd\sigma }+(l^{2}+m^{2}-4l^{2}m^{2})V_{dd\pi }+(n^{2}+l^{2}m^{2})V_{dd\delta }}
{\displaystyle E_{xy,yz}=3lm^{2}nV_{dd\sigma }+ln(1-4m^{2})V_{dd\pi }+ln(m^{2}-1)V_{dd\delta }}
{\displaystyle E_{xy,zx}=3l^{2}mnV_{dd\sigma }+mn(1-4l^{2})V_{dd\pi }+mn(l^{2}-1)V_{dd\delta }}
{\displaystyle E_{xy,x^{2}-y^{2}}={\frac {3}{2}}lm(l^{2}-m^{2})V_{dd\sigma }+2lm(m^{2}-l^{2})V_{dd\pi }+[lm(l^{2}-m^{2})/2]V_{dd\delta }}
{\displaystyle E_{yz,x^{2}-y^{2}}={\frac {3}{2}}mn(l^{2}-m^{2})V_{dd\sigma }-mn[1+2(l^{2}-m^{2})]V_{dd\pi }+mn[1+(l^{2}-m^{2})/2]V_{dd\delta }}
{\displaystyle E_{zx,x^{2}-y^{2}}={\frac {3}{2}}nl(l^{2}-m^{2})V_{dd\sigma }+nl[1-2(l^{2}-m^{2})]V_{dd\pi }-nl[1-(l^{2}-m^{2})/2]V_{dd\delta }}
{\displaystyle E_{xy,3z^{2}-r^{2}}={\sqrt {3}}\left[lm(n^{2}-(l^{2}+m^{2})/2)]V_{dd\sigma }-2lmn^{2}V_{dd\pi }+[lm(1+n^{2})/2]V_{dd\delta }\right]}
{\displaystyle E_{yz,3z^{2}-r^{2}}={\sqrt {3}}\left[mn(n^{2}-(l^{2}+m^{2})/2)V_{dd\sigma }+mn(l^{2}+m^{2}-n^{2})V_{dd\pi }-[mn(l^{2}+m^{2})/2]V_{dd\delta }\right]}
{\displaystyle E_{zx,3z^{2}-r^{2}}={\sqrt {3}}\left[ln(n^{2}-(l^{2}+m^{2})/2)V_{dd\sigma }+ln(l^{2}+m^{2}-n^{2})V_{dd\pi }-[ln(l^{2}+m^{2})/2]V_{dd\delta }\right]}
{\displaystyle E_{x^{2}-y^{2},x^{2}-y^{2}}={\frac {3}{4}}(l^{2}-m^{2})^{2}V_{dd\sigma }+[l^{2}+m^{2}-(l^{2}-m^{2})^{2}]V_{dd\pi }+[n^{2}+(l^{2}-m^{2})^{2}/4]V_{dd\delta }}
{\displaystyle E_{x^{2}-y^{2},3z^{2}-r^{2}}={\sqrt {3}}\left[(l^{2}-m^{2})[n^{2}-(l^{2}+m^{2})/2]V_{dd\sigma }/2+n^{2}(m^{2}-l^{2})V_{dd\pi }+[(1+n^{2})(l^{2}-m^{2})/4]V_{dd\delta }\right]}
{\displaystyle E_{3z^{2}-r^{2},3z^{2}-r^{2}}=[n^{2}-(l^{2}+m^{2})/2]^{2}V_{dd\sigma }+3n^{2}(l^{2}+m^{2})V_{dd\pi }+{\frac {3}{4}}(l^{2}+m^{2})^{2}V_{dd\delta }}
ここに示さなかった行列成分もあるが、それらはここに示した行列成分の添字と方向余弦を並べ変えれば得られる。

## 磁場の効果
弱い磁場の状況で、ホッピング積分ｔ(hopping)が位相係数でタイミングがとられます。

## 関連文献
- Walter Ashley Harrison (1989). Electronic Structure and the Properties of Solids. Dover Publications. ISBN 0-486-66021-4
- N. W. Ashcroft and N. D. Mermin (1976). Solid State Physics. Toronto: Thomson Learning
- Davies, John H. (1998). The physics of low-dimensional semiconductors: An introduction. Cambridge, United Kingdom: Cambridge University Press. ISBN 0-521-48491-X
- Goringe, C M; Bowler, D R; Hernández, E (1997). “Tight-binding modelling of materials”. Reports on Progress in Physics 60 (12):  1447–1512. Bibcode: 1997RPPh...60.1447G. doi:10.1088/0034-4885/60/12/001.
- Slater, J. C.; Koster, G. F. (1954). “Simplified LCAO Method for the Periodic Potential Problem”. Physical Review 94 (6):  1498–1524. Bibcode: 1954PhRv...94.1498S. doi:10.1103/PhysRev.94.1498.
- E. Pavarini (2012). “Crystal-field Theory, Tight-binding Method, and Jahn-Teller Effect”. In E. Pavarini, E. Koch, F. Anders, and M. Jarrell (eds.). Correlated Electrons: From Models to Materials. Jülich. ISBN 978-3-89336-796-2